# Марзук, Моше
Моше́ Марзук (араб. موسى ليتو مرزوق‎, ивр. משה בן אליהו מרזוק‎; 20 декабря 1926, Каир — 31 января 1955, там же) — египетский караим, приговорённый в 1955 году в Египте к смертной казни за участие в диверсионной деятельности в рамках операции «Сусанна».

## Биография
Родился в Каире в караимской семье выходцев из Туниса Элияу и Рахель Марзук. По окончании Каирской медицинской школы работал врачом в Еврейском госпитале. Писал стихи на иврите и публиковал их в местной еврейской прессе. В начале 50-х годов был завербован израильской разведкой. В результате провала диверсионной операции, организованной израильской разведкой, был задержан спецслужбами Египта. По решению суда был казнён вместе с бывшим учителем Шмуэлем Азаром (ивр. שמואל עזר‎).
С почестями похоронен в Израиле на Горе Герцля.
В израильских городах Яффа и Кирьят-Оно в честь Марзука и Азара названы улицы.